# О-Плейн (округ Марафон, Вісконсин)
О-Плейн (англ. Eau Pleine) — місто (англ. town) в США, в окрузі Марафон штату Вісконсин. Населення — 769 осіб (2020).

## Демографія
Згідно з переписом 2010 року, у місті мешкали 773 особи в 298 домогосподарствах у складі 231 родини. Було 308 помешкань
Расовий склад населення:
| - 98,8 % — білих - 0,1 % — корінних американців - 0,1 % — азіатів |

До двох чи більше рас належало 0,4 %. Частка іспаномовних становила 1,2 % від усіх жителів.
За віковим діапазоном населення розподілялося таким чином: 25,0 % — особи молодші 18 років, 58,7 % — особи у віці 18—64 років, 16,3 % — особи у віці 65 років та старші. Медіана віку мешканця становила 41,9 року. На 100 осіб жіночої статі у місті припадало 115,3 чоловіків;  на 100 жінок у віці від 18 років та старших — 118,9 чоловіків також старших 18 років.
Середній дохід на одне домашнє господарство  становив 68 220 доларів США (медіана — 59 722), а середній дохід на одну сім'ю — 77 920 доларів (медіана — 69 107). Медіана доходів становила 46 650 доларів для чоловіків та 33 864 долари для жінок. За межею бідності перебувало 7,9 % осіб, у тому числі 6,7 % дітей у віці до 18 років та 11,7 % осіб у віці 65 років та старших.
Цивільне працевлаштоване населення становило 441 особа. Основні галузі зайнятості: виробництво — 23,8 %, освіта, охорона здоров'я та соціальна допомога — 22,2 %, сільське господарство, лісництво, риболовля — 19,3 %.